# Берхтесгаден
Берхтесгаден (нем. Berchtesgaden, бав. Berchtsgoan) — община в Германии, в земле Бавария.
Подчиняется административному округу Верхняя Бавария. Входит в состав района Берхтесгаденер-Ланд. Население составляет 7597 человек (на 31 декабря 2010 года). Региональный шифр — 09 1 72 116. Местные регистрационные номера транспортных средств (коды автомобильных номеров) (нем. Kraftfahrzeugkennzeichen) — BGL.

## География

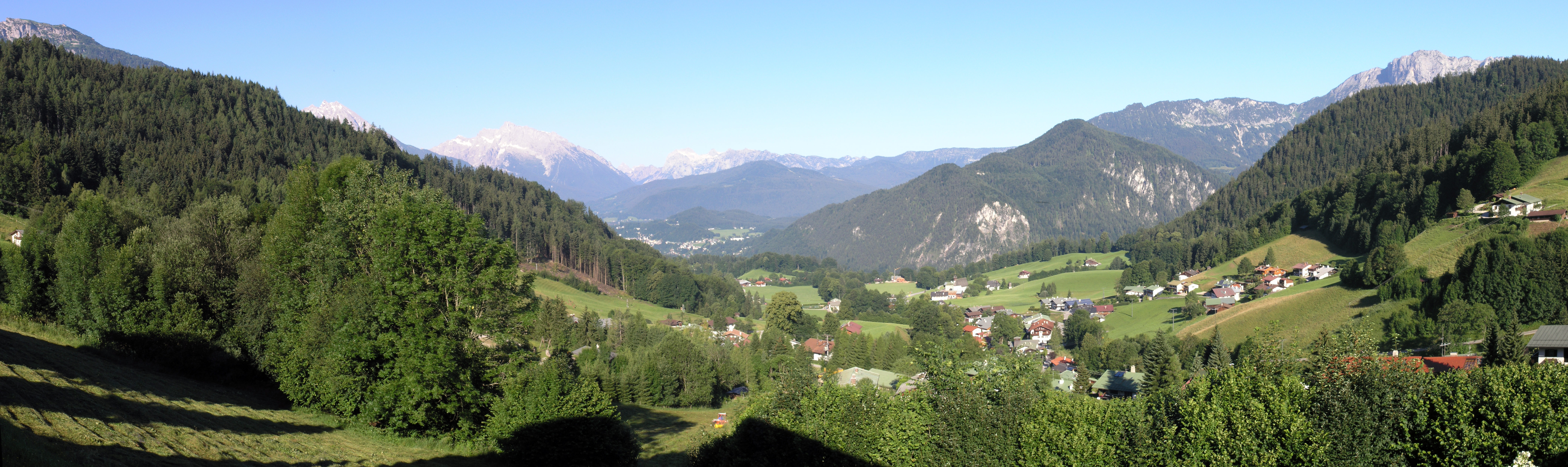
Берхтесгаден — панорама

Община занимает площадь 34,78 км².

## Резиденция Гитлера
С 1928 года Гитлер снимал расположенное в курортном местечке Оберзальцберг рядом с Берхтесгаденом шале (вид гостиницы) Хаус Вахенфельд (Haus Wachenfeld). В 1933 году он купил его у прежних владельцев, перестроил и переименовал в Бергхоф (Berghof). Недалеко от Бергхофа были построены дома для некоторых высокопоставленных нацистов (в том числе Геринга и Бормана) и чайный дом Гитлера Кельштайнхаус («Орлиное гнездо»), возведенный под руководством Мартина Бормана на вершине горы Кельштайн в 1938 году, как подарок к 50-летию фюрера. В самом Берхтесгадене расположились отдельные структуры Рейхсканцелярии. В ходе войны Оберзальцберг подвергся бомбёжке авиации союзников.
Большая часть построек, созданных при нацистах, была уничтожена баварскими властями по согласованию с американским военным командованием, чья база долгое время была на этом месте после войны, чтобы они не стали местом паломничества неонацистов. 30 апреля 1952 года (в годовщину смерти Гитлера) был взорван Бергхоф. В конце 1990-х баварское правительство разрушило значительную часть из оставшихся стен зданий, а также подземный бункер, находившийся под Бергхофом. На месте дома Геринга была построена пятизвёздочная гостиница Intercontinental. Кельштайнхаус используется как ресторан. Также на месте бункера действует музей национал-социалистической диктатуры Dokumentation Obersalzberg, целью которого является честный рассказ о деятельности нацистов до прихода их к власти и в период их управления Германией.

## Достопримечательности
Из достопримечательностей города следует отметить королевский дворец Виттельсбахов и примыкающую к нему церковь XII века.
Проводятся экскурсии в старинную соляную шахту.

## Население
По оценке на 31 декабря 2015 года население общины составляет 7888 человек.
| Дата      | 1840 | 1871 | 1900 | 1925 | 1939 | 1950  | 1961 | 1970 | 1987 | 2011 |
| --------- | ---- | ---- | ---- | ---- | ---- | ----- | ---- | ---- | ---- | ---- |
| Население | 3789 | 3693 | 4768 | 6606 | 9787 | 10955 | 9351 | 8683 | 7538 | 7577 |

| Год       | 1960 | 1970 | 1980 | 1990 | 2000 | 2009 | 2010 | 2011 | 2012 | 2013 | 2014 | 2015 |
| --------- | ---- | ---- | ---- | ---- | ---- | ---- | ---- | ---- | ---- | ---- | ---- | ---- |
| Население | 9216 | 8655 | 8169 | 7775 | 7664 | 7536 | 7597 | 7630 | 7684 | 7783 | 7781 | 7888 |

### Известные люди
- Вурцбах-Танненберг, Константин фон (1818—1893) — австрийский филолог, литературовед, поэт, писатель, историк.
- Штанггассингер, Каспар (1871—1899) — католический святой.
- Фосс, Рихард (1851—1918) — немецкий драматург и романист.
- Курц, Тони (1913—1936) — немецкий альпинист.
- Бартос, Карл (родился в 1952) — немецкий музыкант, экс-участник Kraftwerk